# Heilstättenweg 240 (Mönchengladbach)

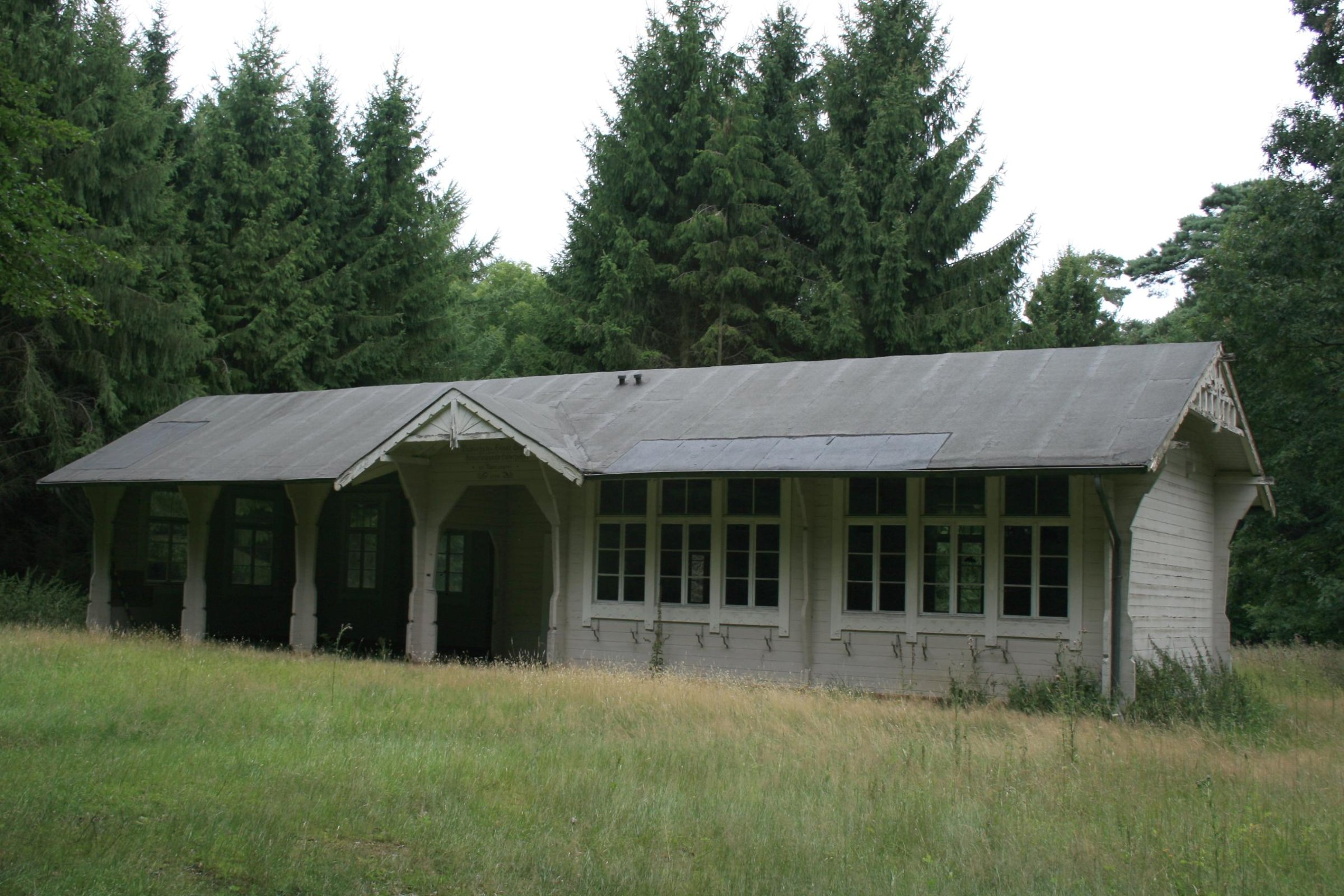
Waldschule (2010)

Die Waldschule  Heilstättenweg 240 steht im Stadtteil Hardter Wald in Mönchengladbach (Nordrhein-Westfalen).
Das Gebäude wurde 1906 erbaut. Es wurde unter Nr. L 019 am 15. Dezember 1987 in die Denkmalliste der Stadt Mönchengladbach eingetragen.

## Lage
Die Wahl des Bauplatzes für die städtische Lungenheilanstalt bedurfte aufgrund der besonderen Anforderungen genauer Planung. So fand sich ein passendes Gelände, etwa fünf Kilometer westlich des Stadtkerns, im Hardter Wald, wo insgesamt vier größere Bauten errichtet wurden. Heilstätte mit Verwaltungsgebäude, Wohlfahrtsstelle für Lungenkranke, Walderholungsstätte und Waldschule.
Das in nordischer Holzbauweise errichtete Gebäude liegt unweit der alten Landwehr im südlichen Bereich des Waldgebietes.

## Architektur
Der einzige alte Blockbau in Mönchengladbach ist ein einfacher rechteckiger Bau. Er besteht aus einem geschlossenen 55 m² großen Klassenraum und einer gleich großen offenen Halle mit dazwischen eingeschlossenem Lehrerzimmer. Die Halle ist an ihrer Rück- und Kopfseite geschlossen, aber befenstert. Der Klassenraum ist ganz geschlossen und durchgehend befenstert. Ein einfaches Satteldach (Zwerchdach) an den Giebel n ausgesteift, deckt das wohlgelungene Gebäude ab.
Eine Inschrift: Waldschule der Stadt Gladbach. Erinnerung an die Silberhochzeit des Kaiserpaares 1906.
Besonders schützenswert ist die Waldschule aus medizingeschichtlicher und sozialgeschichtlicher Hinsicht.